# Quercus nivea
Quercus nivea är en bokväxtart som beskrevs av George King. Quercus nivea ingår i släktet ekar, och familjen bokväxter. Inga underarter finns listade.